# کاورد

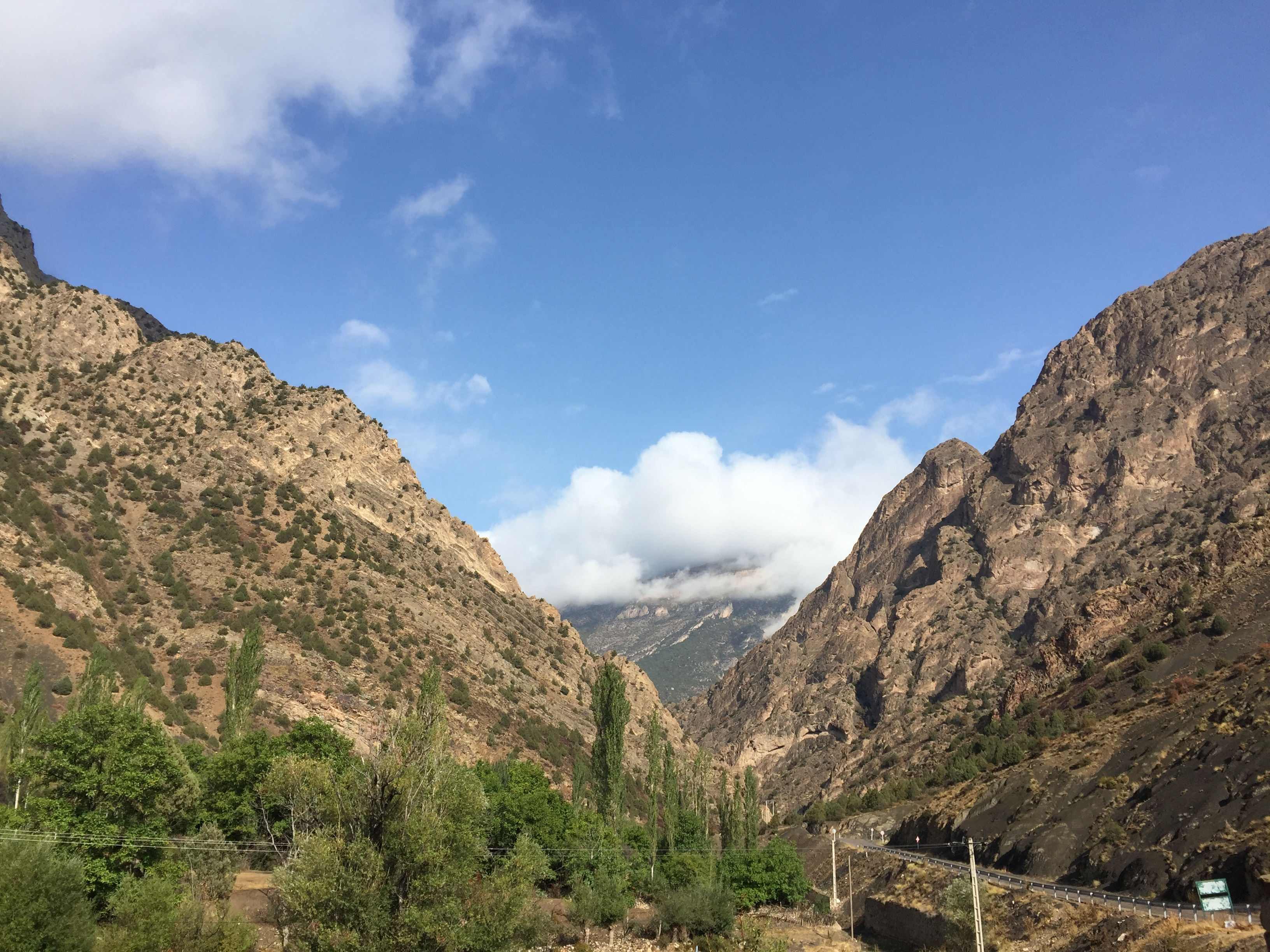
کاورد

کاورد یکی از روستاهای مازندرانی زبان  شهرستان مهدیشهر در استان سمنان است. و آب و هوایی کوهستانی دارد. بر پایه سرشماری سال ۱۳۸۵، جمعیت این روستا ۸۵ نفر (۳۰ خانوار) و در سال ۱۳۷۵، ۲۵ نفر (۸ خانوار) بوده است.

### مشاهیر کاورد
میرعبدالله سیار کاوردی  ، اسدالله عمادی، حسین اعتمادزاده و ... .